# Temelucha notata
Temelucha notata là một loài tò vò trong họ Ichneumonidae.